# Puerto Rico, Campeche
Puerto Rico är en ort i Mexiko.   Den ligger i kommunen Carmen och delstaten Campeche, i den sydöstra delen av landet, 800 km öster om huvudstaden Mexico City. Antalet invånare är 531.
Terrängen runt Puerto Rico är mycket platt. Havet är nära Puerto Rico österut.  Närmaste större samhälle är Ciudad del Carmen, 11,9 km öster om Puerto Rico.